# Kyōsai (cràter)
Kyōsai és un cràter d'impacte en el planeta Mercuri de 39 km de diàmetre. Porta el nom del pintor japonès Kawanabe Kyōsai (1831-1889), i el seu nom va ser aprovat per la Unió Astronòmica Internacional el 2012.